# يولي لوميل
يولي لوميل (بالألمانية: Ulli Lommel)‏ هو منتج أفلام وكاتب سيناريو ومخرج وممثل ألماني، ولد في 21 ديسمبر 1944 في بولندا، وتوفي في 2 ديسمبر 2017 بشتوتغارت في ألمانيا بسبب قصور القلب.

## وصلات خارجية
- يولي لوميل على موقع IMDb (الإنجليزية)
- يولي لوميل على موقع روتن توميتوز (الإنجليزية)
- يولي لوميل على موقع قاعدة بيانات الأفلام العربية
- يولي لوميل على موقع ألو سيني (الفرنسية)
- يولي لوميل على موقع أول موفي (الإنجليزية)
- يولي لوميل على موقع قاعدة بيانات الأفلام السويدية (السويدية)
- يولي لوميل على موقع قاعدة بيانات الفيلم (الإنجليزية)
- يولي لوميل على موقع كينوبويسك (الروسية)